# خانواده حوثی
حوثی یک قبیله اشرافی یمنی است که ریشه‌هایشان به بنی‌هاشم می‌رسد و مستقیماً از نوادگان حسن مجتبی هستند.

## ورود به شمال یمن
خاندان حوثی که بخشی از طبقه اجتماعی بنی‌هاشم سادات در شمال یمن هستند، با دیگر خانواده‌های زیدی هاشمی در منطقه، جد مشترکی دارند که همگی از نوادگان یحیی الهادی الی الحق هستند که در سال ۸۹۴ هجری قمری به صعده رسید. او پیرو تشیع زیدی بود و مکتب فکری هادوی را در درون آن پدیدآورد.

## توضیحات
این طایفه از نظر تعداد افراد زیاد است و عمدتاً در کوه‌های مران استان صعده در شمال غربی یمن مستقر هستند. طایفه الحوثی علمای زیادی از جامعه شیعه زیدی در یمن را تربیت کرده است که به فرقه جارودی از شیعیان زیدی وابسته هستند. این خانواده به‌طور سنتی تا زمان جنگ داخلی یمن در سال ۱۹۶۲ که منجر به سرنگونی امامت زیدی، پادشاهی متوکلی که حدود هزار سال بر یمن حکومت می‌کرد، توسط جمهوری‌خواهان یمنی مورد حمایت جمال عبدالناصر مصر سرنگون شد، به عنوان قاضی در منطقه صعده ریاست می‌کردند. امامت زیدی در آن زمان توسط طایفه الرسی که طایفه الحوثی از آن مشتق شده است، برگزار می‌شد. حسین بدرالدین حوثی جنبش حزب الحق را تأسیس کرده بود که منجر به جنبش حوثی‌ها شد که به دنبال بازگرداندن حکومت شیعه زیدی به یمن بود، به طوری که امامت زیدی با رهبری یک سید یا هاشمی احیا شود، نکته‌ای کلیدی در آموزه‌های حوثی‌ها و شیعیان زیدی.
کنترل شیعیان زیدی به‌طور اسمی در زمان رئیس‌جمهور یمن، علی عبدالله صالح که از یک خانواده شیعه زیدی بود، در یمن بازگردانده شد، اما پیروان جنبش حوثی این را نپذیرفتند زیرا او بخشی از طبقه سید نخبگان یمن نبود، بنابراین طبق دکترین شیعه زیدی، یک رهبر مشروع امام جامعه شیعه زیدی نبود، این امر منجر به شورش علیه او شد. امروزه، جنبش و قبیله الحوثی توسط عبدالملک حوثی، برادر کوچکتر حسین حوثی، رهبری می‌شود. رهبران جنبش حوثی‌ها از این قبیله هستند.